# Hyponerita hamoia
Hyponerita hamoia là một loài bướm đêm thuộc phân họ Arctiinae, họ Erebidae.